# Golden Globe 1964
La 21ª edizione della cerimonia di premiazione di Golden Globe si è tenuta il 11 marzo 1964 al Cocoanut Grove dell'Ambassador Hotel di Los Angeles, California.
Linda Evans, è stata la Miss Golden Globe dell'edizione.

## Premi per il cinema
Vengono di seguito indicati in grassetto i vincitori. Ove ricorrente e disponibile, viene indicato il titolo in lingua italiana e quello in lingua originale tra parentesi.

### Miglior film drammatico
- Il cardinale (The Cardinal), regia di Otto Preminger
- Capitan Newman (Captain Newman, M.D.), regia di David Miller
- Cleopatra, regia di Joseph L. Mankiewicz
- Donne inquiete (The Caretakers), regia di Hall Bartlett
- I gigli del campo (Lilies of the Field), regia di Ralph Nelson
- La grande fuga (The Great Escape), regia di John Sturges
- Hud il selvaggio (Hud), regia di Martin Ritt
- Il ribelle dell'Anatolia (America, America), regia di Elia Kazan

### Miglior film commedia o musicale
- Tom Jones, regia di Tony Richardson
- Le astuzie della vedova (A Ticklish Affair), regia di George Sidney
- Ciao, ciao Birdie (Bye Bye Birdie), regia di George Sidney
- Irma la dolce (Irma La Douce), regia di Billy Wilder
- Questo pazzo, pazzo, pazzo, pazzo mondo (It's a Mad, Mad, Mad, Mad World), regia di Stanley Kramer
- Sotto l'albero yum yum (Under the Yum Yum Tree), regia di David Swift

### Miglior film promotore di Amicizia Internazionale
- I gigli del campo (Lilies of the Field), regia di Ralph Nelson
- Capitan Newman (Captain Newman, M.D.), regia di David Miller
- Il cardinale (The Cardinal), regia di Otto Preminger
- I guai di papà (A Global Affair), regia di Jack Arnold
- Il ribelle dell'Anatolia (America, America), regia di Elia Kazan

### Miglior regista
- Elia Kazan - Il ribelle dell'Anatolia (America, America)
- Hall Bartlett - Donne inquiete (The Caretakers)
- George Englund - Missione in Oriente - Il brutto americano (The Ugly American)
- Joseph L. Mankiewicz - Cleopatra
- Otto Preminger - Il cardinale (The Cardinal)
- Tony Richardson - Tom Jones
- Martin Ritt - Hud il selvaggio (Hud)
- Robert Wise - Gli invasati (The Haunting)

### Miglior attore in un film drammatico
- Sidney Poitier - I gigli del campo (Lilies of the Field)
- Marlon Brando - Missione in Oriente - Il brutto americano (The Ugly American)
- Stathis Giallelis - Il ribelle dell'Anatolia (America, America)
- Rex Harrison - Cleopatra
- Steve McQueen - Strano incontro (Love with the Proper Stranger)
- Paul Newman - Hud il selvaggio (Hud)
- Gregory Peck - Capitan Newman (Captain Newman, M.D.)
- Tom Tryon - Il cardinale (The Cardinal)

### Migliore attrice in un film drammatico
- Leslie Caron - La stanza a forma di L (The L-Shaped Room)
- Polly Bergen - Donne inquiete (The Caretakers)
- Geraldine Page - La porta dei sogni (Toys in the Attic)
- Rachel Roberts - Io sono un campione (This Sporting Life)
- Romy Schneider - Il cardinale (The Cardinal)
- Alida Valli - L'uomo di carta (El hombre de papel)
- Marina Vlady - Una storia moderna - L'ape regina
- Natalie Wood - Strano incontro (Love with the Proper Stranger)

### Miglior attore in un film commedia o musicale
- Alberto Sordi - Il diavolo
- Albert Finney - Tom Jones
- James Garner - Letti separati (The Wheeler Dealers)
- Cary Grant - Sciarada (Charade)
- Jack Lemmon - Irma la dolce (Irma La Douce)
- Jack Lemmon - Sotto l'albero yum yum (Under the Yum Yum Tree)
- Frank Sinatra - Alle donne ci penso io (Come Blow Your Horn)
- Terry-Thomas - Mani sulla luna (The Mouse on the Moon)
- Jonathan Winters - Questo pazzo, pazzo, pazzo, pazzo mondo (It's a Mad, Mad, Mad, Mad World)

### Migliore attrice in un film commedia o musicale
- Shirley MacLaine - Irma la dolce (Irma La Douce)
- Ann-Margret - Ciao, ciao Birdie (Bye Bye Birdie)
- Doris Day - Fammi posto tesoro (Move Over, Darling)
- Audrey Hepburn - Sciarada (Charade)
- Hayley Mills - Magia d'estate (Summer Magic)
- Molly Picon - Alle donne ci penso io (Come Blow Your Horn)
- Jill St. John - Alle donne ci penso io (Come Blow Your Horn)
- Joanne Woodward - Il mio amore con Samantha (A New Kind of Love)

### Miglior attore non protagonista
- John Huston - Il cardinale (The Cardinal)
- Lee J. Cobb - Alle donne ci penso io (Come Blow Your Horn)
- Bobby Darin - Capitan Newman (Captain Newman, M.D.)
- Melvyn Douglas - Hud il selvaggio (Hud)
- Hugh Griffith - Tom Jones
- Paul Mann - Il ribelle dell'Anatolia (America, America)
- Roddy McDowall - Cleopatra
- Gregory Rozakis - Il ribelle dell'Anatolia (America, America)

### Migliore attrice non protagonista
- Margaret Rutherford - International Hotel (The V.I.P.s)
- Diane Baker - Intrigo a Stoccolma (The Prize)
- Joan Greenwood - Tom Jones
- Wendy Hiller - La porta dei sogni (Toys in the Attic)
- Linda Marsh - Il ribelle dell'Anatolia (America, America)
- Patricia Neal - Hud il selvaggio (Hud)
- Liselotte Pulver - I guai di papà (A Global Affair)
- Lilia Skala - I gigli del campo (Lilies of the Field)

### Migliore attore debuttante
- Albert Finney - Tom Jones
- Stathis Giallelis - Il ribelle dell'Anatolia (America, America)
- Robert Walker Jr. - Cerimonia infernale (The Ceremony)
- Alain Delon - Il Gattopardo
- Peter Fonda - I vincitori (The Victors)
- Larry Tucker - Il corridoio della paura (Shock Corridor)

### Migliore attrice debuttante
- Ursula Andress - Agente 007 - Licenza di uccidere (Dr. No)
- Tippi Hedren - Gli uccelli (The Birds)
- Elke Sommer - Intrigo a Stoccolma (The Prize)
- Joey Heatherton - La notte del delitto (Twilight of Honor)
- Leslie Parrish - Per soldi o per amore (For Love or Money)
- Maggie Smith - International Hotel (The V.I.P.s)

### Samuel Goldwyn International Award
- Colpo grosso al casinò[1] (Mélodie en sous-sol), regia di Henri Verneuil (Italia)
- Ieri, oggi, domani[2], regia di Vittorio De Sica (Italia)
- Tom Jones[3], regia di Tony Richardson (Regno Unito)
- Anatomia di un rapimento (Tengoku to jigoku), regia di Akira Kurosawa (Giappone)
- Cerimonia infernale (The Ceremony), regia di Laurence Harvey (Spagna/USA)
- Il diavolo, regia di Gian Luigi Polidoro (Italia)
- Io sono un campione (This Sporting Life), regia di Lindsay Anderson (Regno Unito)
- Le quattro giornate di Napoli, regia di Nanni Loy (Italia)
- Solo sull'Oceano Pacifico (Taiheiyo hitori-botchi), regia di Kon Ichikawa (Giappone)
- La stanza a forma di L (The L-Shaped Room), regia di Bryan Forbes (Regno Unito)

## Premi per la televisione
Vengono di seguito indicati in grassetto i vincitori. Ove ricorrente e disponibile, viene indicato il titolo in lingua italiana e quello in lingua originale tra parentesi.

### Miglior trasmissione televisiva
- The Danny Kaye Show
- The Dick Van Dyke Show
- Richard Boone (The Richard Boone Show)
- The Andy Williams Show
- The Beverly Hillbillies
- The Bob Hope Show
- Bonanza
- The Garry Moore Show
- The Jack Benny Program
- The Johnny Carson Show
- The Judy Garland Show
- La parola alla difesa (The Defenders)
- The Red Skelton Show
- Undicesima ora (The Eleventh Hour)
- Gli uomini della prateria (Rawhide)

### Miglior star televisiva maschile
- Mickey Rooney - Mickey
- Richard Boone - Richard Boone (The Richard Boone Show)
- Jackie Gleason - Jackie Gleason and His American Scene Magazine
- Lorne Greene - Bonanza
- E.G. Marshall - La parola alla difesa (The Defenders)

### Miglior star televisiva femminile
- Inger Stevens - The Farmer's Daughter
- Shirley Booth - Hazel
- Carolyn Jones - La legge di Burke (Burke's Law)
- Dorothy Loudon - The Garry Moore Show
- Gloria Swanson - La legge di Burke (Burke's Law)

## Premi onorari
- Golden Globe alla carriera: Joseph E. Levine
- Golden Globe Speciale: Connie Francis per il suo contributo internazionale nel mondo discografico
- Henrietta Award
  - Il migliore attore del mondo: Paul Newman
  - La miglior attrice del mondo: Sophia Loren